# NGC 4398
NGC 4398 este o galaxie situată în constelația Fecioara. A fost descoperită în  de către .